# BMW G11

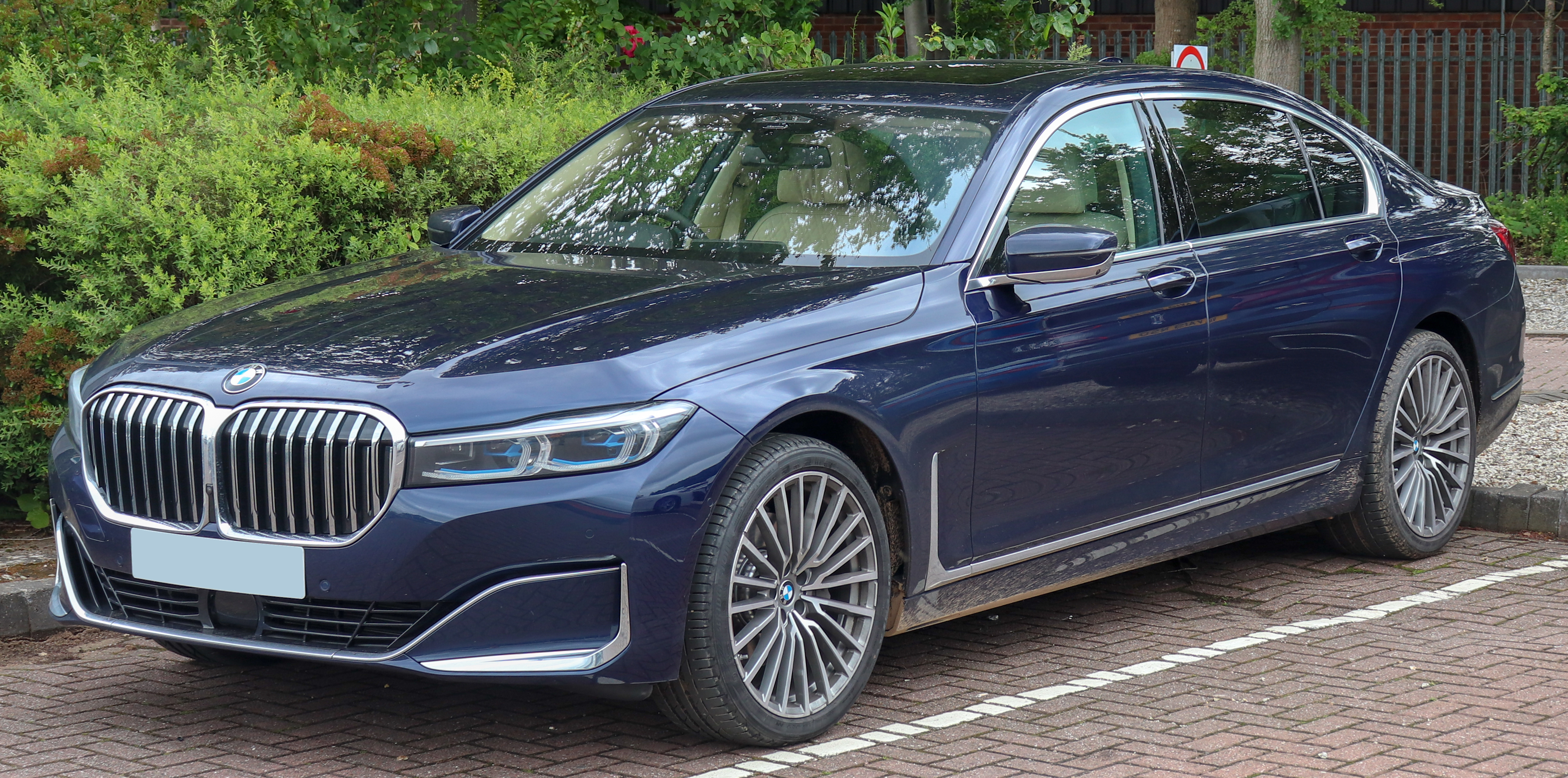
BMW G11 после рестайлинга (2019)

BMW  G11/G12 — заводской индекс кузова шестого поколения 7-й серии BMW, выпускаемой с 2015 года. Презентация автомобиля состоялась 10 июня 2015 года в Мюнхене. По сравнению с предшественником седан вырос в размере, но потерял в весе за счёт применения композитных материалов при изготовлении кузова. Система iDrive обзавелась сенсорным дисплеем, способным распознавать жесты. Одной из уникальных особенностей автомобиля является система автоматической парковки, с помощью которой BMW способен заехать в гараж без участия водителя. В качестве дополнительных опций заявлены лазерные фары, панорамная крыша, а также климатическая система с возможностью ионизации и ароматизации воздуха. Шестое поколение BMW 7-й серии — это первый серийный автомобиль, построенный на модульной платформе CLAR (classical architecture, или cluster architecture).